# Cryptocephalus zejensis
Cryptocephalus zejensis is een keversoort uit de familie bladkevers (Chrysomelidae). De wetenschappelijke naam van de soort werd in 2000 gepubliceerd door Mikhailov.